# François Matheron
Pour les articles homonymes, voir Matheron.
François Matheron, né le 5 août 1955 à Paris et mort dans cette même ville le 3 avril 2021 est un philosophe, professeur et traducteur français spécialiste de Louis Althusser.

## Biographie
Il est le fils de Françoise et Alexandre Matheron, philosophe.
Agrégé de philosophie, François Matheron est le spécialiste de Louis Althusser et son éditeur scientifique à titre posthume. Il est également le traducteur du philosophe italien Antonio Negri.
En 2000, il participe à la création de la revue Multitudes dans laquelle il écrit plusieurs articles.
En 2005, François Matheron est victime d’un accident vasculaire cérébral qui le laisse gravement handicapé. Il publie en 2018 L’Homme qui ne savait plus écrire dans lequel il témoigne de sa reconquête du langage et de l'écriture,.

## Publications[5]

### Éditeur scientifique
- Louis Althusser, Psychanalyse et sciences humaines, Deux conférences (1963-1964), édition posthume établie et présentée par Olivier Corpet et François Matheron (Provenance: archives du philosophe confiées à l'I.M.E.C.), Le Livre de poche, 1996, Librairie Générale Française/IMEC
- Écrits philosophiques et politiques de Louis Althusser, Volume 1 et 2, Stock, 1994-1998
- Lettres à Franca : 1961-1973 de Louis Althusser, Stock/IMEC, 1998
- Politique et histoire, de Machiavel à Marx : cours à l’École normale supérieure, 1955-1972 de Louis Althusser, Seuil, 2006
- Machiavel et nous de Louis Althusser. Suivi de Des problèmes qu'il faudra bien appeler d'un autre nom et peut-être politique, Althusser et l'insituabilité de la politique. Et de La récurrence du vide chez Louis Althusser de  François Matheron, Tallandier, 2009

### Traducteur
- L’Anomalie sauvage. Puissance et pouvoir chez Spinoza d'Antonio Negri, Ed. Amsterdam, 1982
- Le Pouvoir constituant. Essai sur les alternatives de la modernité d'Antonio Negri, PUF, 1997
- Spinoza subversif. Variations (in)actuelles d'Antonio Negri, traduction avec Marilene Raiola, Éditions Kimé, 1997

### Essai
- L'homme qui ne savait plus écrire, Zones, 2018

### Articles
- Après Gênes, après New York : les multitudes ?, Association Multitudes, Multitudes, 2001/4 n° 7
- La politique des multitudes, écrit avec Yoshihiko Ichida, Maurizio Lazzarato, Yann Moulier-Boutang, Association Multitudes, Multitudes, 2002/2 n° 9
- Un pouvoir constituant... Pour libres Professeurs ?, Association Multitudes, Multitudes, 2002/2 n° 9
- Winstanley et les diggers. Des Multitudes constituantes au XVIIe siècle, Association Multitudes, Multitudes, 2002/2 n° 9
- Scier la branche avec Jérôme Ceccaldi, Brian Holmes, François Matheron, dans Multitudes, 2003/4 n° 14
- Des problèmes qu’il faudra bien appeler d’un autre nom et peut-être politique. Althusser et l'insituabilité de la politique, dans Multitudes, 2005/3 no 22
- Un, deux, trois, quatre, dix mille Althusser ? Considérations aléatoires sur le matérialisme aléatoire, écrit avec Yoshihiko Ichida, dans Multitudes, 2005/2 no 21
- Narrations postcoloniales, écrit avec Antonella Corsani, Christophe Degoutin, Giovanna Zapperi, dans Multitudes, 2007/2 n° 29
- Althusser, un « typapart » une bibliothèque à part ?, écrit avec Yoshihiko Ichida, dans Les Temps Modernes, 2011/3 n° 664